# Jazygowie
Jazygowie (Jaxamatae, Ixibatai, Iazyges) – lud scyto-sarmacki, zamieszkujący po 20 roku n.e. tereny dzisiejszych Węgier i południowej i wschodniej Słowacji.

## Starożytność

### Od Donu do Dunaju
Jazygowie byli ludem koczowniczym, który początkowo zamieszkiwał obszar położony na północny zachód od Morza Azowskiego między Dnieprem i Donem.
Należeli do pierwszych Sarmatów, którzy przekroczyli Don i zainicjowali wędrówkę ze stepów nad dolną Wołgą – na początku II wieku p.n.e. pod naciskiem sąsiednich plemion, głównie Roksolanów ustępujących przed Aorsami ze swoich siedzib na wschód od Dniepru, Jazygowie przenieśli swoje siedziby bardziej na zachód, na stepy nad dolnym Dniestrem.
Na nowych terenach ich najbliższymi sąsiadami zostali Bastarnowie i Tyrageci. Niektóre plemiona jazygockie dotarły aż do delty Dunaju, wchodząc w kontakt z Rzymianami oraz Dakami.
W latach 78–76 p.n.e. odbyła się rzymska wyprawa karna przeciwko Jazygom zamieszkałym na północ od Dunaju. Była to pierwsza z wielu zanotowanych potyczek między Sarmatami a Rzymianami.
W wojnie Pontu z Rzymem Jazygowie stanęli po stronie Mitrydatesa VI Eupatora.
Po ustanowieniu przez Rzymian limesu na Dunaju, Jazygowie próbowali kilkakrotnie najazdów na rzymską prowincję Mezję Dolną. Świadkiem najazdu w 16 roku n.e. był Owidiusz, który przebywał w tym czasie na zesłaniu w Tomi (dzisiejsza Konstanca), mieście greckim w rzymskiej Mezji Dolnej, i pozostawił kilka relacji o Jazygach.

### Nad Dunajem i Cisą
Po rozgromieniu Bastarnów przez Daków pod wodzą Burebisty, Jazygowie przekroczyli Karpaty (po 20 n.e.) i osiedlili się w północnej części Kotliny Panońskiej oraz na terenach dzisiejszej południowej i wschodniej Słowacji, mając za sąsiadów plemiona germańskie, m.in. Markomanów i Kwadów.
Jazygowie częściowo wyparli, głównie jednak podporządkowali sobie celto-dackich mieszkańców nowo zajętych terenów. Tacyt wymienia Kotynów i Orsów, miejscowe plemiona żyjące na północny wschód od dzisiejszego Budapesztu, które płaciły Jazygom daninę. Miejscowa ludność utrzymała jednak swoją odrębność przynajmniej do III wieku n.e., przy tym wywierając na nich istotny wpływ, potwierdzony badaniami archeologicznymi wczesnych grobów sarmackich.
Jazygowie, których Rzymianie zawsze nazywali „Sarmatami”, przebywali na Nizinie Węgierskiej ponad 450 lat, a ponieważ byli odcięci od swych krewniaków z obszaru północnoczarnomorskiego, ich dzieje mają niewiele wspólnego z historią innych ludów sarmackich, które pozostały na wschodzie. Główne ogniwo wiążące stanowiły grupy Roksolanów i Alanów, które wycofując się na zachód, po różnych zaburzeniach na stepach północnego Nadczarnomorza, przekraczały Karpaty i przyłączały się do Jazygów. Przybysze zazwyczaj zakłócali zastany porządek rzeczy, pogarszali stosunki z sąsiednimi ludami, a zwłaszcza z Imperium Rzymskim, co powodowało dla nich i dla miejscowych sarmackich Jazygów groźne w skutkach następstwa.
Dzieje Jazygów na Węgrzech można podzielić na trzy okresy: wczesny (około 20–160 n.e.), środkowy (160–260 n.e.) i późny (260–430 n.e.).

#### Okres wczesny

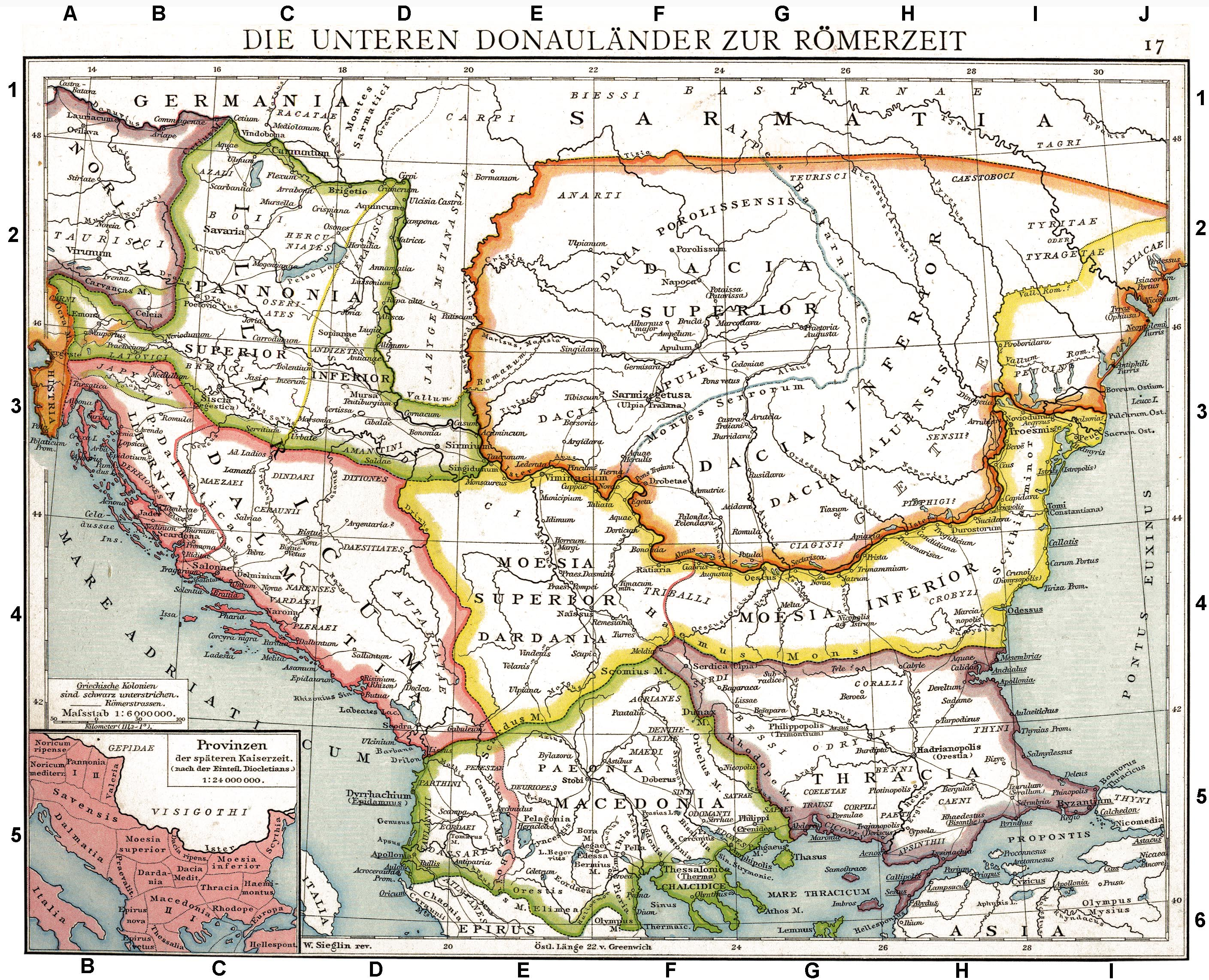
Ziemie Jazygów jako „klin” między prowincjami rzymskimi Panonią i Dacją w początkach II w n.e.

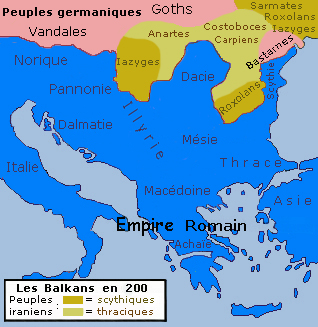
Jazygowie w II wieku n.e.

We wczesnym okresie Jazygowie pozostawali wyraźnie w dobrych stosunkach z Rzymianami – zawarli widocznie z nimi układ, że będą służyć jako wojsko pomocnicze („auxiliare”). W latach 48–54 n.e. Jazygowie pojawiają się jako sprzymierzeńcy Wanniusza, wasala Imperium Rzymskiego, panującego nad Regnum Vannianum leżącym nad Dunajem. Po rozpadzie tego tworu zostali zaatakowani przez Lugiów i Hermundurów. Mimo że Jazygowie graniczyli z rzymską prowincją Panonią, w tym okresie do niej nie wkraczali – ich główna siła była skierowana przeciw Dakom, z którymi walczyli jako sprzymierzeńcy Rzymu w dackich wojnach Trajana w latach 85–88 i 101 n.e. Jednakże w 92 sarmaccy i germańscy wojownicy w 89 roku n.e. napadli na Panonię, z której jednak zostali wyparci. Najazdy powtórzyły się w 93, kiedy po pokonaniu Daków Jazygowie wtargnęli na obszar na południe od Dunaju i spustoszyli rzymską Mezję, lecz od tego czasu koalicja sarmacko-germańska przez kilkadziesiąt lat nie przekroczyła, umocnionego przez cesarza Domicjana, rzymskiego limesu w rejonie Dunaju. Natomiast w latach 117–119 cesarz Hadrian odbył ciężką kampanię w obronie rzymskiej Dacji, zaatakowanej od wschodu przez Roksolanów, a od zachodu właśnie przez Jazygów. Sarmaci zostali odparci i zawarto układ, który legł u podstawy pokoju trwającego 50 lat.

#### Okres środkowy

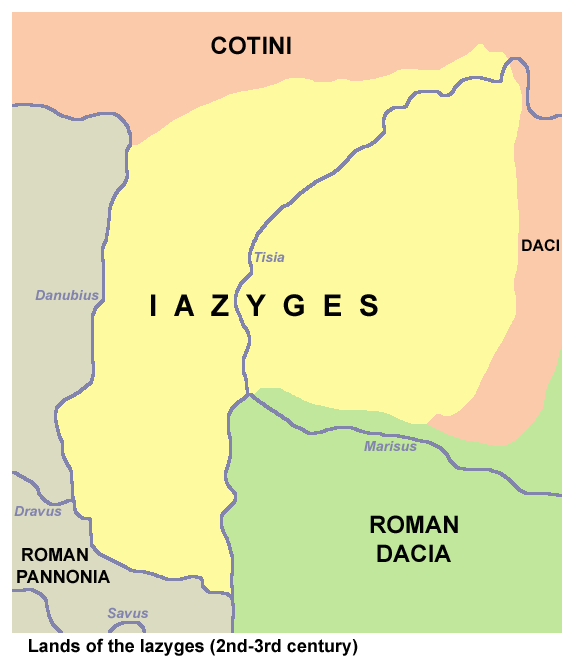
Ziemie zamieszkałe przez Jazygów w II-III wieku

W 167 roku Markomanowie, Kwadowie i mniejsze plemiona germańskie przedarły się przez Dunaj, rozpoczynając w ten sposób tzw. wojny markomańskie. Jazygowie, na wieść o wtargnięciu dawnych sojuszników do rzymskich prowincji, skierowali swoje uderzenie na zachód na rzymską Panonię oraz w 167 zajęli Dację. W 169 Sarmaci znowu przekroczyli Dunaj i najechali Panonię. W roku 175 Jazygowie zostali pokonani przez Marka Aureliusza w potyczce na zamarzniętym Dunaju, barwnie opisanej przez Kasjusza Diona. Zawarty wtedy pokój między Markiem Aureliuszem, który przyjął tytuł Sarmaticus, a Sarmatami, uczczony został wybiciem odpowiednich monet cesarskich, a Sarmaci musieli przyjąć ciężkie warunki: nakazano im trzymać się z dala od Dunaju i dostarczać armii rzymskiej rekrutów. Jednak wkrótce walki zostały wznowione i wojna Jazygów i Germanów z Rzymianami trwały aż do śmierci Marka Aureliusza. Jego następca, Kommodus zawarł z nimi pokój, w myśl którego barbarzyńcy zobowiązali się dostarczać rekrutów do rzymskiej armii i trzymać się w odległości 15 km od granicy.

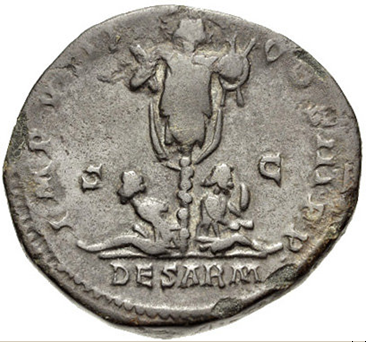
Triumf nad Sarmatami na monecie Marka Aureliusza z 177 r.

Wojska rzymskie zasilone zostały kontyngentem 8000 jeźdźców jazygockich, z czego około 5500 musiało udać się na służbę wojskową do Brytanii. Stacjonowali oni na północnej granicy w oddziałach po 500 żołnierzy, m.in. w rzymskiej twierdzy w Chester, stanowiącej jeden z punktów obronnych Wału Hadriana, oraz w twierdzach w Bremetennacum (w Ribchester koło Lancasteru) i Morbium. Większość z nich nie powróciła już do ojczyzny. W Bremetennacum założono osadę weteranów, która istniała jeszcze na początku V wieku n.e.
W 2 lata później, w 177 wybuchła II wojna markomańska i Jazygowie uzyskali pewne złagodzenie poprzednich warunków. Pozwolono im pływać po Dunaju we własnych łodziach, aby mogli kontaktować się z Roksolanami, którzy mieszkali na Nizinie Wołoskiej na wschód od Dacji i zaopatrywali ich w paciorki oraz inne towary pochodzenia wschodniego, wchodzące w skład typowego wyposażenia grobowego Jazygów.
Zmagania wojenne z Rzymem ciągnęły się z niewielkimi przerwami. Cesarz Maksymin Trak prowadził kampanię przeciwko Jazygom w latach 236–238, odpierając ich i sprzymierzonych z nim Daków znad Dunaju, a po kampanii przybierając tytuł „Sarmaticus Maximus”. Jazygowie dokonywali napadów na Dację w latach 248–250 oraz wspólnie z Kwadami na Panonię w roku 254.

#### Okres późny
Upadek węgierskich Sarmatów w połowie III wieku wyznacza początek okresu późnosarmackiego. Na północ od nich osiedlili się Gepidzi, wojowniczy lud germański, a w roku 260 Goci wkroczyli do Dacji, której Rzymianie nie mogli już dłużej obronić, w związku z czym w 271 powstało tam potężne królestwo Wizygotów. Pomimo tego niebezpieczeństwa na wschodniej granicy, sarmaccy Jazygowie wspólnie z Kwadami kontynuowali najazdy na rzymską Panonię (najbardziej niszczycielski był najazd w latach 282–283) aż do czasu ośmiu kolejnych wypraw rzymskich w latach 290 i 313, kiedy Rzymianie najechali i spustoszyli terytorium Jazygów. W związku z tym cesarz Galeriusz oraz jego następcy, Konstantyn i Licyniusz, przybrali tytuł „Sarmaticus”.
Rzymskie ekspedycje karne osłabiły Sarmatów, ale ich nie złamały. Ożywione działania wojenne Sarmatów, na które Rzymianie tak gwałtownie zareagowali, były – jak się wydaje – związane z wewnętrznymi zmianami, najprawdopodobniej spowodowanymi przybyciem nowej fali ludności ze wschodu (Roksolanowie, Alanowie).
W czasach panowania Konstantyna Jazygowie, broniący swojej ziemi przed germańskimi Gotami, stali się nawet, przez pewien okres (w latach 321–322), sojusznikami cesarza. Nazwa „Jazygowie” wyszła powoli w tym okresie z użycia, ponieważ przewagę osiągnęli przybysze należący do innego plemienia. Byli to prawdopodobnie Alanowie ze stepów leżących na zachód od Dniestru, uciekający pod naporem Gotów w kierunku zachodnim.

Końcowe stadium okresu późnosarmackiego na terenie dzisiejszych Węgier rozpoczęło się około roku 332, gdy wybuchła wyniszczająca wojna domowa. Podległe plemię „Sarmatae Limigantes" powstało przeciwko swym panom, „Sarmatae Ardagarantes", zwanym także „Sarmatae Libri". W walce tej miało uczestniczyć ponad 100 000 wojowników. Wojna potoczyła się niekorzystnie dla „Ardagarantes". Niektórzy z nich uciekli do Kwadów i Gotów, lecz większość w liczbie 300 000 szukała schronienia na rzymskim terytorium, gdzie dano im ziemie w Mezji i Panonii.

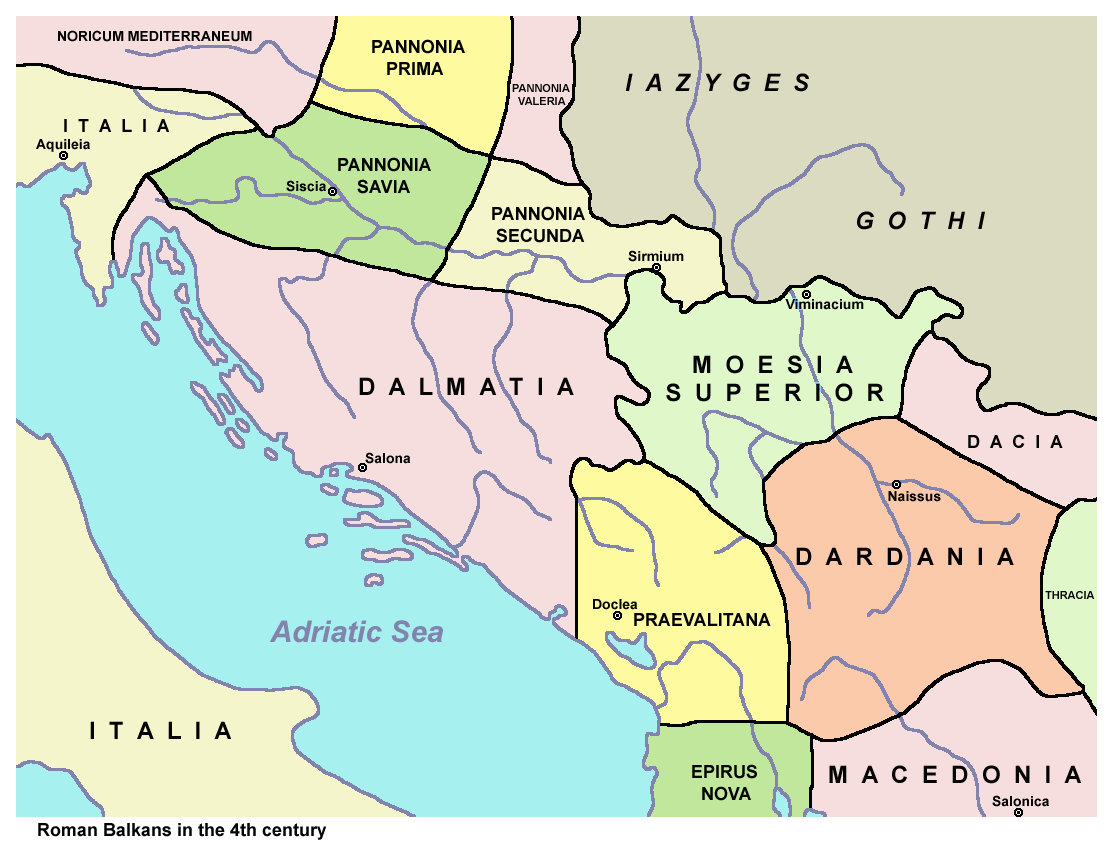
Jazygowie w IV wieku n.e.

W latach 355 i 357 Sarmaci „Limigantes” podbili i splądrowali górną Mezję i dolną Panonię, lecz pokonał ich cesarz Konstancjusz w 358. „Ardagarantes” zostali wówczas osadzeni przez Rzymian w swoim dawnym kraju, a ich rodzimy książę Zizais został wyniesiony na tron. W następnym jednak roku, niezadowoleni z nowego miejsca zamieszkania, poprosili oni o zezwolenie na osiedlenie się w granicach Cesarstwa, później zaś usiłowali pomścić utratę terytorium w zdradzieckiej napaści na cesarza. Cesarzowi udało się zbiec, a Rzymianie wybili całe plemię.
Sarmackie najazdy na Panonię notowano znów w latach 364, 374 i 378; odparł je cesarz Teodozjusz. W roku 384 Teodozjusz, razem z synem Arkadiuszem i współregentem Walentynianem II, odniósł zwycięstwo nad Sarmatami.
Za koniec tego okresu uważa się zwykle mniej więcej rok 430, to jest rok zajęcia terenów dzisiejszych Węgier przez Hunów, lecz w źródłach pisanych Sarmaci na Węgrzech wspominani byli jeszcze prawie 50 lat później. W okresie schyłku starożytności i wczesnego średniowiecza Jazygowie znikają z areny dziejów – brak jest jakichkolwiek źródeł o ich losach w tym czasie.

## Średniowiecze i czasy nowożytne
W średniowieczu mianem Jazygów określano niekiedy Jasów (Jazonów), lud pochodzenia alańskiego, który w okresie najazdów mongolskich przywędrował na Węgry wraz z Kumanami. Podobnie jak właściwi Jazygowie posługiwali się oni dialektem północnoirańskim, pokrewnym językowi osetyńskiemu.